# Bert Bell

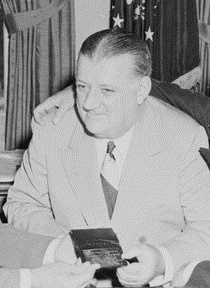
President Harry S. Truman im Oval Office, bei der Überreichung seiner Jahreskarte für die National Football League. Bert Bell, Commissioner of the National Football League (in der Mitte) und George Preston Marshall, Eigner der Washington Redskins

De Benneville „Bert“ Bell (geboren am 25. Februar 1895 in Philadelphia; gestorben am 11. Oktober 1959 ebenda) war ein amerikanischer American-Football-Spieler und -Trainer. Er war Teambesitzer der Philadelphia Eagles und der Pittsburgh Steelers. Von 1946 bis zu seinem Tod war er der Commissioner der National Football League. Mit der Einführung des Draft 1936 und der wegweisenden Vermarktung des Sports über das Fernsehen legte er den Grundstein für den finanziellen Erfolg der NFL. 1963 wurde er als einer von 17 Personen in die neu geschaffene Pro Football Hall of Fame aufgenommen.

## Leben
Der Sohn von John C. Bell und Fleurette de Benneville Myers wuchs in Philadelphia in wohlhabenden Verhältnissen auf. Sein Vater war eine Zeitlang Generalstaatsanwalt von Pennsylvania. Sein drei Jahre älterer Bruder John C. Bell Jr. war später Gouverneur von Pennsylvania. Bereits seit frühester Kindheit besuchte Bell Football-Spiele und spielte selber mit Freunden.
Von 1904 bis 1909 besuchte er die Episcopal Academy und von 1909 bis 1911 die Delancey School und anschließend bis 1914 die Haverford School. An der Haverford School war er Kapitän der Football-, Basketball- und Baseball-Mannschaften.
Anschließend studierte Bert Bell an der University of Pennsylvania. In der Football-Mannschaft wurde er gleich Starting Quarterback, spielte aber auch in der Verteidigung, als Punter und Punt Returner. Am 1. Januar 1917 nahm er mit der Mannschaft am Rose Bowl teil. Von Mai 1918 bis März 1919 diente er als Soldat bei einer mobilen Sanitätseinheit in der US Army auf dem europäischen Kriegsschauplatz des Ersten Weltkrieges. Anfang 1920 verließ er die Universität ohne Abschluss.
Er begann danach im Trainerstab von John Heisman an der University of Pennsylvania zu arbeiten. Nach der 1924er Saison erhielt er verschiedene Angebote als Head Coach, die er jedoch ablehnte. 1928 reichte er aus Protest gegen die Trainingsmethoden von Lud Wray seinen Rücktritt ein, der vor Beginn der Spielsaison 1929 wirksam wurde.
Ab 1929 arbeitete er im Ritz-Carlton Hotel in Philadelphia. Sein Versuch mit Aktienhandel zu Vermögen zu kommen scheiterte. Er verlor während des Börsencrashs von 1929 rund 50.000 Dollar. Dazu kamen Schulden aus Sportwetten. Sein Vater tilgte die entstandenen Schulden, um den Ruf der Familie zu bewahren. Von 1930 bis 1932 war er Backfield Coach der Football-Mannschaft der Temple University. Mit dem Einstieg von Pop Warner 1933 als Trainer der Mannschaft, endete seine Tätigkeit.

### Einstieg in die NFL
Ab 1926 war Bert Bell häufig auf der Rennbahn Saratoga Race Course. Dort befreundete er sich mit den NFL-Eigner Tim Mara, Art Rooney und George Preston Marshall. 1932 versuchte letzterer Bell vom Kauf einer NFL-Franchise zu überzeugen. Diese Idee fand er jedoch wenig erfolgversprechend. Seine Meinung änderte er jedoch bald. Zusammen mit Lud Wray und mit finanzieller Unterstützung seiner Freundin Frances Upton erwarb er 1933 das Franchise für Philadelphia, nachdem das bisherige Team, die Frankford Yellow Jackets, Konkurs anmelden mussten. Er musste für das Franchise 2.500 Dollar sowie einen Kredit von 11.000 Dollar an die Packers, Bears und Giants zahlen. In der ersten Saison 1933 des Philadelphia Eagles genannten Teams gewann es vier Spiele und verlor sieben.
Da es Bell nicht gelang, andere Mannschaften ernsthaft herauszufordern, blieben auch die Ticket-Verkäufe spärlich. Demzufolge war er auch nicht in der Lage in Konkurrenz mit den anderen Mannschaften um die besten College-Spieler zu treten. Er schlug deshalb ein Auswahlverfahren vor, bei dem das schlechteste Team als Erster wählen konnte. Diese Idee wurde 1935 angenommen und im Februar 1936 wurde der erste NFL Draft durchgeführt. In den drei Saisons 1933 bis 1935 machte das Franchise insgesamt 85.000 Dollar Verlust. Im Rahmen einer öffentlichen Versteigerung erwarb er alle Anteile für 4.500 Dollar. Auf Grund von Einsparmaßnahmen musste er jedoch Wray kündigen und übernahm selbst die Position des Head Coaches. 1938 konnte das Franchise erstmals Gewinn erwirtschaften.
Am 6. Mai 1934 heiratete Bert Bell die Schauspielerin und Komödiantin Frances Upton. 1935 und 1937 wurden die Söhne Bert und John und 1942 die Tochter Jane Upton geboren.
1940 verkaufte Art Rooney seine Franchise Pittsburgh Steelers an Alexis Thompson. Mit der Erlös beteiligte sich Rooney zu 50 % an den Eagles. In der Folge kamen Bell und Rooney einerseits und Thompson andererseits überein, die Spielorte zu tauschen. Nach dieser auch als Pennsylvania Polka bezeichneten Aktion waren Bell und Rooney Eigentümer der Pittsburgh Steelers. Die Eigentümer waren außerdem übereingekommen aus den Spielern beider Teams neue Mannschaften zu bilden. Rooney wurde General Manager und Bell agierte als Head Coach des Teams. Nachdem die ersten beiden Spiele der Saison 1941 verloren gingen, trat Bell als Trainer zurück.
Die wirtschaftlichen Schwierigkeiten durch den eingeschränkten Spielbetrieb während des Zweiten Weltkrieges sowie die Konkurrenz der 1944 gegründeten All-America Football Conference führten zu einer starken finanziellen Belastung von Bell. Rooney erwarb deshalb mehrere Anteile am Franchise von ihm.

### Bell als NFL-Commissioner
Als offensichtlich wurde, dass der Vertrag mit dem Commissioner der NFL, Elmer Layden 1946 nicht verlängert wurde, wurde Bell im Rahmen des Eignertreffens Anfang Januar 1946 das Amt angetragen. Am 11. Januar 1946 wurde er für ein Gehalt von jährlich 20.000 Dollar zum neuen Commissioner gewählt. Damit verbunden war die Auflage zum Verkauf seiner Anteile an den Steelers. Zunächst erhielt er einen 5-Jahres-Vertrag. Dieser wurde 1949 durch einen 10-Jahres-Vertrag und 1954 durch einen 12-Jahres-Vertrag abgelöst. Zuletzt erhielt er ein Gehalt von 40.000 Dollar, sowie 10.000 Dollar als Pension.
Bell hatte von Anbeginn mehrere Probleme zu lösen. So war zunächst der jährliche Spielplan zu erstellen und die Interessen der verschiedenen Teams unter einen Hut zu bekommen. Auch der unter den Teameigner umstrittene Umzug der Cleveland Rams nach Los Angeles Vor Beginn der Saison 1946 war durch Bell zu moderieren. Es gelang ihm eine Lösung zu finden und der Umzug wurde genehmigt.
Nach einem Wettskandal (Merle Hapes, Frank Filchock) 1946 sorgte er dafür, dass im NFL-Vertrag ein Klausel gegen Wettmanipulation aufgenommen wurde.
Durch die Konkurrenz der AAFC stiegen die Spielergehälter und Werbeausgaben. Andererseits buhlten die beiden Football-Ligen um die gleichen Zuschauer. Schließlich gelang es Bell, Ende des Jahres 1949 eine Fusion auszuhandeln. Eines der dabei zu überwindenden Hindernisse waren die „Gebietsrechte“ die George Marshall für die Washington Redskins beanspruchte.
1950 führte Bell die sogenannte „Blackout rule“ ein. Diese führte dazu, dass innerhalb von 75 Meilen um das Stadium das jeweilige Football-Spiel nicht im Fernsehen übertragen werden durfte. Eine vom United States Department of Justice eingeleitete Untersuchung bestätigte die Rechtmäßigkeit dieser Regel. 1951 schloss er mit DuMont Television Network einen fünfjährigen Vertrag zur Übertragung des Championship-Games ab. Gleichzeitig animierte er die Franchises eigenen TV-Verträge abzuschließen. Im Folgejahr handelte er mit Du Mont einen Vertrag zu landesweiten Übertragung eines Football-Spiel je Woche aus. Die Einnahmen daraus wurden gleichberechtigt an alle Teams ausgezahlt.
Bei den Fernsehübertragungen versuchte er auf die übertragenen Bilder insoweit Einfluss zu nehmen, dass keine Streitereien und Verletzungen übertragen werden. Die TV-Übertragungen sollten als reines Marketing-Instrument genutzt werden. Nach dem Abschluss der Verträge mit CBS und NBC ab 1956 forderte er die Franchises auf, auf öffentliche Kritik an den Spielen und den Schiedsrichtern im Fernsehen zu verzichten.
Im Nachgang zum Verfahren vor dem Obersten Gerichtshof Bill Radovich vs. National Football League 1957, in dem es um die Anwendung der Antikartellgesetze auf die NFL im Allgemeinen und die Ungesetzlichkeit des Draft und die Vertragsfreiheit der Spieler im Speziellen ging, verhandelte Bert Bell mit der Spielergewerkschaft NFLPA um einen Kompromiss zu erreichen. Diese Verhandlungen waren anfänglich nicht von den Eigentümern autorisiert. Es gelang Bell jedoch die Eigentümer von der Annahme der Forderungen der Gewerkschaft nach Gehaltsstandards und Unterstützung bei der medizinischen Betreuung zu überzeugen. Andererseits gelang es Bell bei Anhörungen vor dem Kongress, die Abgeordneten davon zu überzeugen, dass insbesondere der Draft mitverantwortlich für den Erfolg der Liga ist.
Der Tod von Tim Mara am 16. Februar 1959 erschütterte Bell, im gleichen Monat noch hatte er einen Herzinfarkt. Der Tod von Mara, das jahrelange Drängen seiner Frau sowie die Freundschaft mit dem Katholiken Art Rooney führte dazu, dass er im Sommer 1959 zum Katholizismus konvertierte.
Auf Grund seines schwachen Herzens riet ihm sein Arzt vom Besuch von Football-Spielen ab. Am 11. Oktober 1959 besuchte er trotzdem ein Spiel zwischen den Philadelphia Eagles und den Pittsburgh Steelers im Franklin Field. Im vierten Viertel des Spieles erlitt er einen Herzinfarkt und starb wenig später im Universitätsklinikum. Bert Bell wurde auf dem Calvary Cemetery in West Conshohocken beerdigt.
Bis zur Wahl eines neuen NFL-Commissioners übernahm der Schatzmeister der NFL, Austin Gunsel kommissarisch die Funktion.

## Statistik
| Saison | Team                | Spiele | Gewonnen | Verloren | Unentschieden | Gewinnverhältnis |
| ------ | ------------------- | ------ | -------- | -------- | ------------- | ---------------- |
| 1936   | Philadelphia Eagles | 12     | 1        | 11       | 0             | .083             |
| 1937   | Philadelphia Eagles | 11     | 2        | 8        | 1             | .227             |
| 1938   | Philadelphia Eagles | 11     | 5        | 6        | 0             | .455             |
| 1939   | Philadelphia Eagles | 11     | 1        | 9        | 1             | .136             |
| 1940   | Philadelphia Eagles | 11     | 1        | 10       | 0             | .091             |
| 1941   | Pittsburgh Steelers | 2      | 0        | 2        | 0             | .000             |
| Summe: | Summe:              | 58     | 10       | 46       | 2             | .190             |